# Poperinge
Poperinge (fr. Poperinghe, Poperingue; vls. Poperienge) − miasto w północno-zachodniej Belgii, w Regionie Flamandzkim, w prowincji Flandria Zachodnia, w okręgu Ieper. Liczy 19 921 mieszkańców (1 stycznia 2024).

## Historia
6 września 1944 roku miasto zostało wyzwolone przez polską 1 Dywizję Pancerną. Było to pierwsze wyzwolone przez aliantów belgijskie miasto podczas II wojny światowej.

## Podział administracyjny
W skład miasta wchodzi pięć dzielnic (deelgemeente):
- Krombeke
- Proven
- Reningelst (Reninghelst)
- Roesbrugge-Haringe
- Watou

## Osoby

### urodzone w Poperinge
- Charlotte Leys, belgijska siatkarka, reprezentantka kraju.

## Współpraca
Miejscowości partnerskie:
- Hythe, Wielka Brytania
- Rixensart, Brabancja Walońska
- Wolnzach, Niemcy
- Žatec, Czechy